# Rinorea kamerunensis
Espèce
Classification APG III (2009)
Rinorea kamerunensis est une espèce de plantes à fleurs de la famille des Violaceae et du genre Rinorea. C'est un arbuste présent en Afrique tropicale, au Nigeria, au Cameroun et au Gabon .

## Description
C’est un arbuste à une seule tige ou très ramifié pouvant arriver à 2 m de hauteur.